# The 5.6.7.8's
Le 5.6.7.8's sono un gruppo musicale rock giapponese.
La loro musica è ispirata al surf rock statunitense e al garage rock. Il nome deriva dal fatto che il gruppo suona musica ispirata al rock degli anni cinquanta, sessanta, settanta e ottanta. Molte delle loro canzoni sono cover di pezzi rock statunitensi, anche se cantano prevalentemente in giapponese. Gran parte del loro bacino d'ascolto è localizzata in Giappone.

## Storia
Le 5.6.7.8's nascono nel 1986 per iniziativa delle sorelle Sachiko e Yoshiko "Ronnie" Fujiyama, provenienti da Tokyo e appassionate di rock. Inizialmente, il gruppo era composto dalle sorelle Fujiyama (Yoshiko era vocalist e chitarrista, Sachiko batterista), dalla chitarrista "Rico" (alla seconda chitarra) e dalla bassista "Yoshie". Dopo vari avvicendamenti, il gruppo è attualmente composto dalle sorelle Fujiyama e dalla bassista Akiko Omo (che era già entrata a far parte della formazione rock nei primi anni novanta). Gli attuali membri sono tutti di Tokyo.
Nel film del 2003 di Quentin Tarantino Kill Bill Vol. 1 il gruppo fa una breve apparizione, durante la quale le componenti suonano nell'izakaya che sarà il teatro dello scontro tra Black Mamba e gli 88 folli, la "Casa delle Foglie Blu". Questa apparizione ha portato le 5.6.7.8's, che nel film suonano le canzoni "I Walk Like Jayne Mansfield", "I'm Blue" e "Woo Hoo", alla fama internazionale. La loro canzone "The Barracuda" fa parte della colonna sonora del film The Fast and the Furious: Tokyo Drift
Nel "making of" di Kill Bill: Volume 1, contenuto nel DVD del film, il regista Quentin Tarantino racconta di aver scoperto la musica delle 5.6.7.8's mentre stava facendo acquisti in un negozio di abbigliamento della città di Tokyo, e di aver ottenuto il CD da un commesso del locale pagandolo il doppio del prezzo al dettaglio.
Hanno tenuto dei tour in vari paesi, tra i quali la Cina, l'Australia e gli Stati Uniti.

## Formazione

### Formazione attuale
- Sachiko Fujiyama - batteria
- Yoshiko "Ronnie" Fujiyama - vocalist, chitarra
- Akiko Omo - basso

### Ex componenti
- "Rico" - seconda chitarra
- "Yoshie" - basso

## Discografia

### Album
- 1993 – The 5.6.7.8's Can't Help It!
- 1994 – The 5.6.7.8's
- 1996 – Bomb the Twist
- 1997 – Pin Heel Stomp
- 2002 – Teenage Mojo Workout
- 2003 – Bomb the Rocks: Early Days Singles
- 2014 – Tanukigoten

### Live
- 2011 — Live at Third Man

### Raccolte
- 2003 — Golden Hits of The 5.6.7.8's

#### Altre
- Nel 2006 il gruppo ha partecipato alla compilation Silver monk time - a tribute to The Monks